# Little
《little》是日本偶像歌手板野友美的第5张单曲作品，于2014年2月5日由You, Be Cool!/KING RECORDS发行。

## 概要
这张单曲距离上张单曲《1%》时隔约7个月。这也是板野友美自AKB48毕业后的第1张单曲作品。
这次的主打曲《little》是由板野友美自己作词。在之前为单曲B面曲作词的基础上，这是她首次为主打曲作词，主打曲是在音乐节目《CDTV》（TBS）的2013-2014年跨年特别直播节目上首次披露的。
这张单曲分别以TYPE-A、TYPE-B、通常盤三种形态发行。

## 收录曲目

### TYPE-A
CD
1. 《little》 [4:35]
（作詞：板野友美、作曲：MUSOH・S1CKONE、編曲：S1CKONE）
2. 《BRIGHTER》 [3:51]
（作詞：板野友美、作曲：Henrik Nordenback・Joleen Belle・Hiromi Rainbow、編曲：Henrik Nordenback）
  - 美源髮采《Beautylabo（日语：ビューティラボ） 浓密修补油誕生》（ビューティラボ 濃密補修オイル誕生）广告曲
3. 《Girls Do》 [3:27]
（作詞：板野友美、作曲：SMIDI・Jasmine Anderson、編曲：SMIDI）
4. little (Instrumental)
5. BRIGHTER (Instrumental)
6. Girls Do (Instrumental)

DVD
1. 《little》 Music Video
2. 《little》 Making Clip 前編

### TYPE-B
CD
1. 《little》
2. 《BRIGHTER》
3. 《Deep In Lies》[4:30]
（作詞：板野友美、作曲：BOY SKI MASK・DEY GON GET IT・BLEU & WOLVES、編曲：BOY SKI MASK）
4. little (Instrumental)
5. BRIGHTER (Instrumental)
6. Deep In Lies (Instrumental)

DVD
1. 《little》 Music Video
2. 《little》 Making Clip 後編

### 通常盤
CD
1. 《little》
2. 《BRIGHTER》
3. 《突然间 Sample Battlers Remix》 [5:15]（ふいに）
（作詞：秋元康、作曲：渡边泰司、編曲：Mine-Chang、混音：Sample Battlers）